# Doha Diamond League 2023
Die Doha Diamond League 2023 war ein Leichtathletik-Meeting, welches am 5. Mai im Qatar SC Stadium in Doha, der Hauptstadt Katars stattfand und Teil der Diamond League war. Es war dies die 25. Austragung dieser Veranstaltung und stellte 2023 den Auftakt der Diamond League dar.

## Ergebnisse

### Männer

#### 200 m
| Platz | Athlet            | Land | Zeit (s) |
| ----- | ----------------- | ---- | -------- |
| 1     | Fred Kerley       | USA  | 19,92 SB |
| 2     | Kenneth Bednarek  | USA  | 20,11 SB |
| 3     | Aaron Brown       | CAN  | 20,20    |
| 4     | Kyree King        | USA  | 20,29    |
| 5     | Joseph Fahnbulleh | LBR  | 20,29    |
| 6     | Andre De Grasse   | CAN  | 20,35 SB |
| 7     | Alexander Ogando  | DOM  | 20,62    |
| 8     | Michael Norman    | USA  | 20,65 SB |

Wind: +0,3 m/s

#### 800 m
| Platz | Athlet                    | Land | Zeit (min) |
| ----- | ------------------------- | ---- | ---------- |
| 1     | Slimane Moula             | ALG  | 1:46,06 SB |
| 2     | Wyclife Kinyamal          | KEN  | 1:46,61    |
| 3     | Djamel Sedjati            | ALG  | 1:46,97 SB |
| 4     | Clayton Murphy            | USA  | 1:47,96 SB |
| 5     | Moad Zahafi               | MAR  | 1:48,17 SB |
| 6     | Andreas Kramer            | SWE  | 1:48,18 SB |
| 7     | Mark English              | IRL  | 1:48,56 SB |
| 8     | Musaeb Abdulrahman Balla  | QAT  | 1:48,88 SB |
| 9     | Abdirahman Saeed Hassan   | QAT  | 1:49,03 SB |
| 10    | Noah Kibet                | KEN  | 1:49,95 SB |
|       | Erik Sowinski (Pacemaker) | USA  | DNF        |

#### 3000 m
| Platz                      | Athlet                    | Land | Zeit (min)       |
| -------------------------- | ------------------------- | ---- | ---------------- |
| 1                          | Lamecha Girma             | ETH  | 7:26,18 WL MR PB |
| 2                          | Selemon Barega            | ETH  | 7:27,16 PB       |
| 3                          | Berihu Aregawi            | ETH  | 7:27,61 SB       |
| 4                          | Soufiane el-Bakkali       | MAR  | 7:33,87 PB       |
| 5                          | Timothy Cheruiyot         | KEN  | 7:36,72 SB       |
| 6                          | Getnet Wale               | ETH  | 7:36,81 PB       |
| 7                          | Andreas Almgren           | SWE  | 7:37,05 NR       |
| 8                          | Mohamed Amin Jhinaoui     | TUN  | 7:37,56 NR       |
| 9                          | Ishmael Kipkurui          | KEN  | 7:39,84 PB       |
| 10                         | Telahun Haile Bekele      | ETH  | 7:40,29 SB       |
| 11                         | Adel Mechaal              | ESP  | 7:41,42 SB       |
| 12                         | Matthew Ramsden           | AUS  | 7:47,71 SB       |
|                            | Callum Davies (Pacemaker) | AUS  | DNF              |
| Kyumbe Munguti (Pacemaker) | KEN                       | DNF  |                  |
| Stewart McSweyn            | AUS                       | DNF  |                  |
| Mousab Adam Ali            | QAT                       | DNF  |                  |

#### 400 m Hürden
| Platz | Athlet            | Land | Zeit (s) |
| ----- | ----------------- | ---- | -------- |
| 1     | Rai Benjamin      | USA  | 47,78    |
| 2     | CJ Allen          | USA  | 47,93 PB |
| 3     | Wilfried Happio   | FRA  | 49,12 SB |
| 4     | Khallifah Rosser  | USA  | 49,25 SB |
| 5     | Trevor Bassitt    | USA  | 49,52    |
| 6     | Sokwakhana Zazini | RSA  | 49,74    |
| 7     | Thomas Barr       | IRL  | 49,88    |
| 8     | İsmail Nezir      | TUR  | 51,40 SB |

#### Hochsprung
| Platz           | Athlet             | Land | Höhe (m) |
| --------------- | ------------------ | ---- | -------- |
| 1               | JuVaughn Harrison  | USA  | 2,32     |
| 2               | Woo Sang-hyeok     | KOR  | 2,27 SB  |
| 3               | Mutaz Essa Barshim | QAT  | 2,24 SB  |
| 4               | Norbert Kobielski  | POL  | 2,18 SB  |
| 5               | Shelby McEwen      | USA  | 2,18     |
| 6               | Edgar Rivera       | MEX  | 2,18     |
| 7               | Thomas Carmoy      | BEL  | 2,15 SB  |
|                 | Django Lovett      | CAN  | NMH      |
| Tomohiro Shinno | JPN                | NMH  |          |

#### Dreisprung
| Platz | Athlet               | Land | Weite (m) |
| ----- | -------------------- | ---- | --------- |
| 1     | Pedro Pichardo       | POR  | 17,91 w   |
| 2     | Hugues Fabrice Zango | BFA  | 17,81 WL  |
| 3     | Andy Díaz            | CUB  | 17,80 w   |
| 4     | Lázaro Martínez      | CUB  | 17,71 w   |
| 5     | Zhu Yaming           | CHN  | 16,95 SB  |
| 6     | Jah-Nhai Perinchief  | BER  | 16,86 w   |
| 7     | Emmanuel Ihemeje     | ITA  | 16,85     |
| 8     | Donald Scott         | USA  | 16,81 w   |
| 9     | Christian Taylor     | USA  | 16,31 w   |
| 10    | Eldhose Paul         | IND  | 15,84 w   |
|       | Almir dos Santos     | BRA  | NM        |

#### Diskuswurf
| Platz | Athlet                  | Land | Weite (m) |
| ----- | ----------------------- | ---- | --------- |
| 1     | Kristjan Čeh            | SVN  | 70,89 CR  |
| 2     | Daniel Ståhl            | SWE  | 67,14 SB  |
| 3     | Sam Mattis              | USA  | 64,69     |
| 4     | Matthew Denny           | AUS  | 64,42 SB  |
| 5     | Lawrence Okoye          | GBR  | 64,31     |
| 6     | Simon Pettersson        | SWE  | 64,30 SB  |
| 7     | Alin Firfirică          | ROU  | 62,98     |
| 8     | Moaaz Mohamed Ibrahim   | QAT  | 61,92     |
| 9     | Nicholas Percy          | GBR  | 58,49     |
| 10    | Essa Mohamed al-Zenkawi | KUW  | 56,80 SB  |

#### Speerwurf
| Platz       | Athlet          | Land | Weite (m) |
| ----------- | --------------- | ---- | --------- |
| 1           | Neeraj Chopra   | IND  | 88,67 WL  |
| 2           | Jakub Vadlejch  | CZE  | 88,63 SB  |
| 3           | Anderson Peters | GRN  | 85,55     |
| 4           | Julian Weber    | GER  | 82,62 SB  |
| 5           | Andrian Mardare | MDA  | 81,67     |
| 6           | Keshorn Walcott | TTO  | 81,27 SB  |
| 7           | Genki Dean      | JPN  | 79,44 SB  |
| 8           | Curtis Thompson | USA  | 74,13     |
|             | Oliver Helander | FIN  | NM        |
| Julius Yego | KEN             | NM   |           |

### Frauen

#### 100 m
| Platz | Athletin             | Land | Zeit (s)    |
| ----- | -------------------- | ---- | ----------- |
| 1     | Sha’Carri Richardson | USA  | 10,76 MR WL |
| 2     | Shericka Jackson     | JAM  | 10,85       |
| 3     | Dina Asher-Smith     | GBR  | 10,98 SB    |
| 4     | Twanisha Terry       | USA  | 11,07       |
| 5     | Zoe Hobbs            | NZL  | 11,08       |
| 6     | Teahna Daniels       | USA  | 11,18 SB    |
| 7     | Melissa Jefferson    | USA  | 11,19       |
| 8     | Abby Steiner         | USA  | 11,19 =SB   |

Wind: +0,9 m/s

#### 400 m
| Platz | Athletin                | Land | Zeit (s) |
| ----- | ----------------------- | ---- | -------- |
| 1     | Marileidy Paulino       | DOM  | 50,51    |
| 2     | Shamier Little          | USA  | 50,84    |
| 3     | Natalia Kaczmarek       | POL  | 51,64 SB |
| 4     | Sada Williams           | BAR  | 52,05    |
| 5     | Candice McLeod          | JAM  | 52,43    |
| 6     | Stephenie Ann McPherson | JAM  | 52,54 SB |
| 7     | Justyna Święty-Ersetic  | POL  | 53,08 SB |
| 8     | Kyra Jefferson          | USA  | 54,00    |

#### 1500 m
| Platz | Athletin                     | Land | Zeit (min) |
| ----- | ---------------------------- | ---- | ---------- |
| 1     | Faith Kipyegon               | KEN  | 3:58,57 WL |
| 2     | Diribe Welteji               | ETH  | 3:59,34 SB |
| 3     | Freweyni Hailu               | ETH  | 4:00,29 SB |
| 4     | Jessica Hull                 | AUS  | 4:00,90 SB |
| 5     | Abbey Caldwell               | AUS  | 4:0,15 PB  |
| 6     | Birke Haylom                 | ETH  | 4:01,86 PB |
| 7     | Hirut Meshesha               | ETH  | 4:02,25 SB |
| 8     | Axumawit Embaye              | ETH  | 4:03,40 SB |
| 9     | Konstanze Klosterhalfen      | GER  | 4:05,63 SB |
| 10    | Cory McGee                   | USA  | 4:06,03 SB |
| 11    | Lemlem Hailu                 | ETH  | 4:08,38 SB |
| 12    | Georgia Griffith             | AUS  | 4:15,49    |
| 13    | Angelika Cichocka            | POL  | 4:17,75 SB |
| 14    | Winny Chebet                 | KEN  | 4:24,21 SB |
|       | Sarah Billings (Pacemakerin) | AUS  | DNF        |

#### 100 m Hürden
| Platz | Athletin              | Land | Zeit (s) |
| ----- | --------------------- | ---- | -------- |
| 1     | Jasmine Camacho-Quinn | PUR  | 12,48 SB |
| 2     | Alaysha Johnson       | USA  | 12,66 SB |
| 3     | Nia Ali               | USA  | 12,69    |
| 4     | Megan Tapper          | JAM  | 12,76 SB |
| 5     | Tonea Marshall        | USA  | 12,79    |
| 6     | Reetta Hurske         | FIN  | 12,92 SB |
| 7     | Michelle Jenneke      | AUS  | 13,00    |
| 8     | Sarah Lavin           | IRL  | 13,08    |

Wind: +1,1 m/s

#### 3000 m Hindernis
| Platz            | Athletin                           | Land | Zeit (min) |
| ---------------- | ---------------------------------- | ---- | ---------- |
| 1                | Winfred Mutile Yavi                | BHR  | 9;04,38 WL |
| 2                | Sembo Almayew                      | ETH  | 9:05,83 PB |
| 3                | Faith Cherotich                    | KEN  | 9:06,43 SB |
| 4                | Beatrice Chepkoech                 | KEN  | 9:06,90 SB |
| 5                | Maruša Mišmaš Zrimšek              | SVN  | 9:13,61 NR |
| 6                | Zerfe Wondemagegn                  | ETH  | 9:13,80 SB |
| 7                | Jackline Chepkoech                 | KEN  | 9:17,15 SB |
| 8                | Mekides Abebe                      | ETH  | 9:18,96 SB |
| 9                | Marwa Bouzayani                    | TUN  | 9:25,37 SB |
| 10               | Emma Coburn                        | USA  | 9:29,41 PB |
| 11               | Peruth Chemutai                    | UGA  | 9:31,71 PB |
|                  | Doris Lengole Cherop (Pacemakerin) | KEN  | DNF        |
| Valerie Constien | USA                                | DNF  |            |

#### Stabhochsprung
| Platz | Athletin           | Land | Höhe (m) |
| ----- | ------------------ | ---- | -------- |
| 1     | Katie Moon         | USA  | 4,81 WL  |
| 2     | Tina Šutej         | SVN  | 4,76 =NR |
| 3     | Sandi Morris       | USA  | 4,71 SB  |
| 4     | Roberta Bruni      | ITA  | 4,55 SB  |
| 4     | Katerina Stefanidi | GRC  | 4,55 SB  |
| 6     | Bridget Williams   | USA  | 4,55 SB  |
| 7     | Nina Kennedy       | AUS  | 4,45 SB  |
| 8     | Alysha Newman      | CAN  | 4,45 SB  |
| 9     | Wilma Murto        | FIN  | 4,30 SB  |